# Eduards Andersons
Eduards Andersons (Riga, 1º aprile 1914 – Riga, 29 novembre 1985) è stato un cestista lettone, successivamente sovietico.

## Carriera
Con la maglia della Lettonia ha vinto il primo Campionato europeo, nel 1935 in Svizzera.
Ha inoltre partecipato ai Giochi olimpici di Berlino 1936, in cui la nazionale arrivò quindicesima.
Nel 1937 la Lettonia partecipò di nuovo agli Europei, ma si classificò sesta.

## Palmarès
- Europei: 1
Nazionale lettone: 1935